# Acetamiprid
Acetamiprid is een heterocyclische verbinding, die als insecticide wordt aangewend. De stof hoort tot de neonicotinoïden. Het middel wordt wel  bijendoder genoemd en is het laatste neonicotinoïde dat nog (2025) toegelaten is.

## Toepassingen
Acetamiprid wordt als werkzame stof in gewasbeschermingsmiddelen toegepast. Ze wordt gebruikt als bestrijdingsmiddel tegen bijtende en zuigende insecten, de witte vlieg en de wolluis. In Duitsland, Oostenrijk en Zwitserland zijn de meeste middelen toegelaten voor de pot- en sierteelt, al wordt het ook in de teelt van groenten (komkommers, tomaten, slasoorten) en bij de bestrijding van bladluizen in appel en peer toegepast.

## Wettelijke regelingen
Acetamiprid is vanaf 1 januari 2005 in de Europese Unie als insecticide toegelaten.
In Zwitserland wordt voor acetamiprid een restwaarde van 0,5 mg/kg voor sla en 0,1 mg/kg voor onder andere appels en peren gehanteerd. Op aardappelen en uien is 0,5 mg/kg toegestaan.